# Laura La Plante
Laura La Plante (rodným jménem Laura Isabelle Laplante; 1. listopadu 1904 St. Louis – 14. října 1996 Los Angeles) byla americká herečka, jedna z nejvýznamnějších v éře němého filmu.

## Život

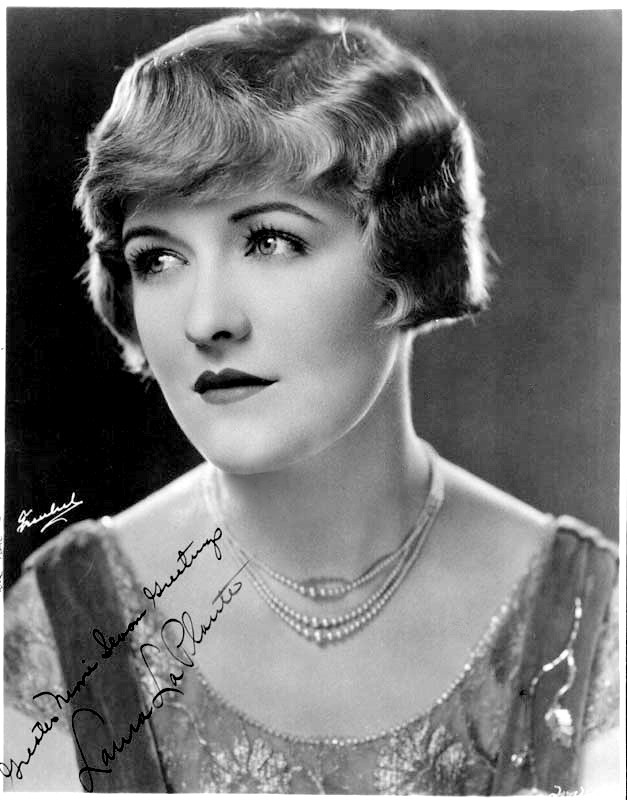
Laura La Plante v roce 1922

### Mládí a začátek kariéry
Narodila se 1. listopadu 1904 ve městě St. Louis ve státě Missouri do chudé rodiny učitele tance Williama A. Laplanta a jeho ženy Elizabeth (rodným jménem Turková). Její rodiče se však brzy rozvedli a s matkou a sestrou Violet se odstěhovala do San Diega v Kalifornii. Letní prázdniny však trávila u své sestřenice Mary MacMahonové v Hollywoodu, která ji také nasměrovala k herectví. Právě Mary si všimla inzerátu, kde sháněli nové dětské herce a kvůli nepříznivé finanční situaci na něj Laura i díky naléhání své matky nakonec odpověděla.
Mary jí také za pomoci svého souseda – scenáristy domluvila schůzku s režisérem Georgem Loane Tuckerem, který ji po neoficiální kamerové zkoušce poradil, aby navštívila filmové studio a zjistila co vše práce u filmu obnáší. Brzy na to si domluvila další zkoušku u Christie comedy studios a již v 15 letech debutovala v dobrodružném filmu The Great Gamble (1919). Její kariéra se ihned velmi rychle rozjela a během 20. let se objevila ve více než 60 filmech. Mezi nejznámější patří například komedie Big Town Round-up (1921) a Skinner's Dress Suit (1926), drama Smouldering Fires (1925) či horory Příšerná chvíle (1927) a The Last Warning (1929). V roce 1923 byla také jmenována jednou z WAMPAS Baby Stars (propagační kampaň sponzorovaná asociací Western Association of Motion Picture Advertisers, která v letech 1922–1934 ocenila každý rok 13 nejnadanějších mladých hereček).

### Pozdější kariéra
Téměř po celá 20. léta natáčela pro studio Universal Pictures a jako největší hvězda studia se velmi často objevovala také na spoustě plakátů. Revoluce ve filmovém průmyslu ji nijak zvlášť nezasáhla, ale s nástupem zvukových filmů přišla i vlna dalších nových hereček, které ji podstatně zastínily. Se studiem Universal se rozloučila v technicolor muzikálu Král jazzu (1930) a nadále se začala ve filmu objevovat jen příležitostně u mnoha různých studií. Mezi její nejznámější snímky z pozdější tvorby patří například romantická komedie God's Gift to Women (1931) s Joan Blondellovou u studia Warner Bros. nebo drama Arizona (1931) s Johnem Waynem u studia Columbia Pictures.
Po několika dalších filmech odcestovala v roce 1935 do Británie, kde začala pracovat pro televizní studio Teddington Studios. Zde však natočila pouze jediný snímek; komedii Man of the Moment (1935) s Douglasem Fairbanksem Jr. a poté začala účinkovat v divadle West End, kde debutovala hlavní rolí ve hře Admirals All.
Po roce 1935 se ve filmu objevila už jen dvakrát (ve filmech Little Mister Jim (1947) a Spring Reunion (1957)) a ze showbyznysu se téměř úplně stáhla.
Laura La Plante zemřela na Alzheimerovu chorobu 14. října 1996 ve Woodland Hills v Kalifornii ve věku 91 let.

## Filmografie (výběr)

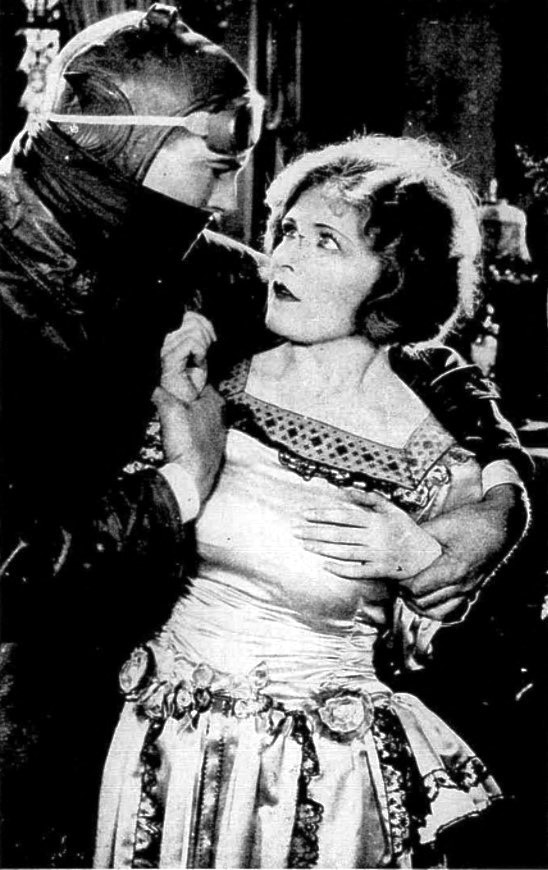
Laura La Plante ve filmu Třeštidlo (1924)

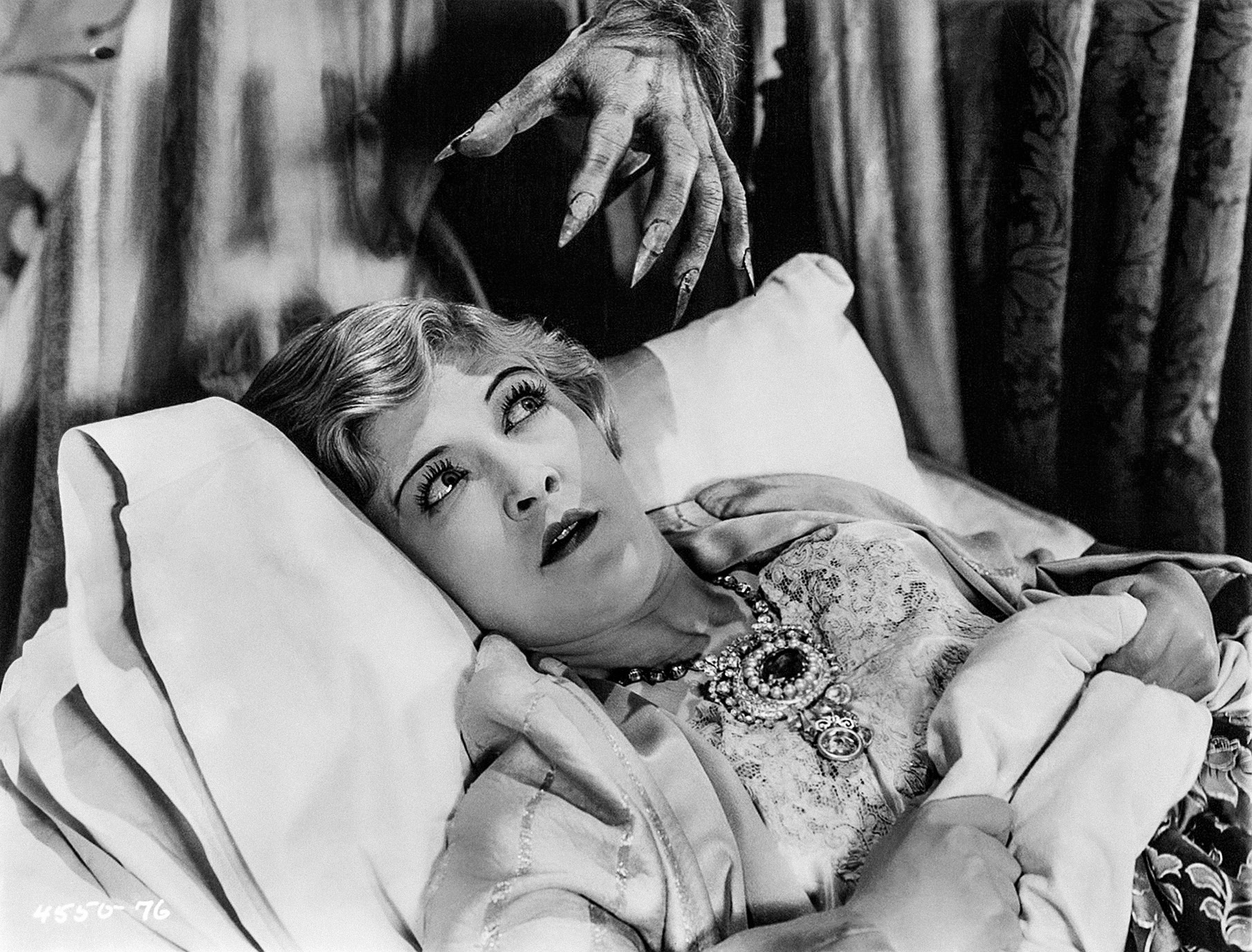
Laura La Plante ve filmu Příšerná chvíle (1927)

- 1921 Big Town Round-up (režie Lynn Reynolds)
- 1922 Perils of the Yukon (režie Jay Marchant, J. P. McGowan a Perry N. Vekroff)
- 1923 Around the World in Eighteen Days (režie B. Reeves Eason a Robert F. Hill)
- 1923 Dead Game (režie Edward Sedgwick)
- 1923 Plamenná slova (režie Stuart Paton)
- 1923 Shootin' for Love (režie Edward Sedgwick)
- 1923 Out of Luck (režie Edward Sedgwick)
- 1924 Třeštidlo (režie Robert F. Hill)
- 1924 The Dangerous Blonde (režie Robert F. Hill)
- 1924 Nová mládež (režie Harry A. Pollard)
- 1924 Butterfly (režie Clarence Brown)
- 1925 Smouldering Fires (režie Clarence Brown)
- 1925 The Teaser (režie William A. Seiter)
- 1926 The Beautiful Cheat (režie Edward Sloman)
- 1926 Skinner's Dress Suit (režie William A. Seiter)
- 1926 Her Big Night (režie Melville W. Brown)
- 1927 Příšerná chvíle (režie Paul Leni)
- 1927 Silk Stockings (režie Wesley Ruggles)
- 1928 Finders Keepers (režie Wesley Ruggles)
- 1929 The Last Warning (režie Paul Leni)
- 1929 Loď komediantů (režie Harry A. Pollard)
- 1929 Skandál (režie Wesley Ruggles)
- 1929 The Love Trap (režie William Wyler)
- 1930 Král jazzu (režie John Murray Anderson a Pál Fejös)
- 1931 God's Gift to Women (režie Michael Curtiz)
- 1931 Arizona (režie George B. Seitz)